# Pesme o Bogorodici
Pesme o Bogorodici, odnosno Kantige (шп. Cántigas de Santa María) zauzimaju važno mesto u istoriji španske srednjevekovne muzike. Sačinjavaju svojevrstan pesniči zbornik, koji je nastao u XIII veku. Njihov autor je Alfonso X Mudri, kralj Kastilje, Galicije i Leona.
Predstavljaju jednu od najvećih zbirki monofonih pesama iz Srednjeg veka. Pisane su na na galisijsko-portugalskom (španski: gallego-portugués) i sačuvane su u četiri prepisa. Prepis „E“, jedan od dva prepisa iz Eskorijala, ukrašen je minijaturama, figuralnim portretima malog formata u boji, na kojima su oslikani muzičari koji sviraju najrazličitije instrumente. Drugi prepis iz Eskorijala, prepis „T“, zajedno sa prepisom „F“ iz Firence, bogato su ukrašeni vinjetama.
Može se videti napredak u njihovom proučavanju u poslednjih 20 godina, koje još uvek traje. Kantige često izvode i pevaju razne muzičke grupe zainteresovane za srednjevekovnu muziku, a dostupan je i veliki broj kompakt diskova sa muzikom Kantiga. 

## Stil, jezik i metrika
Od 427 pesama, propraćenih muzičkom notacijom, 353 opisuju čuda Bogorodice. Međutim, one su mnogo više od jedne zbirke pesama religioznog karaktera. Ove pesme sačinjavaju kulturni projekat od izuzetno velike važnosti za proučavanje srednjovekovne književnosti, muzike, umetnosti i istorije. Skoro sve su propraćene muzičkom notacijom i mnoge su ukrašene živopisnim minijaturama, figuralnim portretima malog formata u boji. 
Dok je većina dela koja su proizašla iz Alfonsovih radionica (uključujući istorijske i druge prozne tekstove) pisna kastiljanskim jezikom, Kantige su pisane na galisijsko-portugalskom jeziku koji je bio popularan oblik književnog lirskog jezika u Srednjem veku u Kastilji. Ovaj vladar je vredno radio na ojačanju i promovisanju narodnog jezika, ali je podržavao stav koji je imala većina tadašnjih autora o tome da je taj kastiljanski jezik previše grub i nepogodan za pisanje poezije. 
Melodije su jednoglasne i zapisivane kvadratnom notacijom, sličnom pevanju, koja sadrži informacije o dužini nota. Izostalo je beleženje ritma kojim je pesma izvođena. Pesme su napisane u raznim metričkim oblicima (postoji ukupno 280 različitih oblika) i raznih dužina. Dužina stihova varira između 2 i 24 sloga. Neizostavnost jedne vrste pripeva – estribija je zajednička svim pesmama. Većina kantiga nalikuje oblicima sehel (španski: zéjel) i viljansiko (]: villancico).
Tema se uvodi pripevom ili refrenom sastavljenim od dva stiha. Taj prvi deo prate tri stiha iste rime (mudanza), jedan stih koji se rimuje sa pripevom , pa se onda na kraju ponavlja pripev.
Neke su slične narodnim pesmama, neke su u trubadorskom stilu, a pojedine podsećaju na motete, crkvene pesme u više glasova, ili gregorijansko crkveno jednoglasno pevanje.
Svaka deseta pesma prestavlja neku vrstu himne u kojoj se hvali Bogorodica . Pesme su grupisane tako da su prvih devet narativnog karaktera, dok je deseta lirska. Ove pohvalne kantige (]: cagas de loor) su nesumnjivo izvođene uz pratnju muzičkih instrumenata.
Kantige su odraz popularnosti poetskih (lirskih) dela na kastiljanskom dvoru, kao što su Kantige o prijateljstvu (španski: cantigas de amigo; galisijskso-portugalski: cantigas d'amigo) i Kantige o ljubavi (španski: cantigas de amor; galisijsko-portugalski: cantigas d'amor).

## Teme
Kult Svete Marije bio je izuzetno omiljen tokom srednjeg veka, tako da su pesme na takozvane marijanske teme bile često pisane i veoma tražene. Pesme iz ove zbirke predstavljaju skup jednostavnih i prostodušnih priča u kojima se oseća iskrena pobožnost i odanost Bogorodici. Alfonso je kao izvore često koristio tada najpoznatije zbornike marijanskih legendi, pa je zato u svojim pesmama neretko obrađivao teme već prisutne u crkvenoj književnosti. Pisao je i o nekim stvarima koje su se dogodile njemu i njegovim bližnjima. 
Uz pomešane lirske i epske elemente, ove pesme govore o čudima koje čini Bogorodica kako bi pomogla onima koji su joj odani. Kantige je prikazuju sa ljudskim karakteristikama, često u ulozi obične žene.
Ona na razne načine spašava svoje vernike od najrazličitijih neprilika. Situacije u kojima se njeni vernici nalaze variraju od toga kada sprečava udatu damu da počini brakolomstvo do onda kada spašava jevrejskog dečaka koga je otac bacio u užarenu peć. U jednoj pesmi ona pomaže kaludjerici koja je ostala trudna da se porodi i pritom ostane neosramoćena, dok u drugoj omogućuje kaluđerici koja je iz manastira pobegla sa svojim draganom da se posle par godina vrati i da niko ne primeti da je otišla.
Da bi što uverljivije prikazao dobrotu Bogorodice, ] govori o mnogim prilikama kada je ona njemu pomogla. On tako prica o situaciji kada mu je poslala četiri čamca puna ribe onda kada je pozvao goste na posni ručak neznajući da je nestalo ribe.

## Autor
Alfonso X Mudri rodio se 23. novembra 1221. a umro je 4. aprila 1284. Bio je španski kralj koji je vladao kao kralj Kastilje, gde je stupio na presto 1252. Godine, trudeći se da nastavi očevu mudru i uspešnu vojničku i političku aktivnost, kralj Galicije i Leona i nemački car od 1257, ali nikad nije stupio na nemačko tlo niti je bio krunisan pa se pod papinim pritiskom morao odreći prestola što mu je oslabilo položaj u Španiji. Bio je najstariji sin Fernanda III od Kastilje i Izabele Švapske, ćerke Filipa Švapskog. Od mladosti je pokazivao veliko interesovanje za jezik, istoriju, pravni sistem i knjizevnost svoje zemlje. Umesto latinskog jezika koji je do tada bio korišćen, uzdigao je kastiljanski na nivo zvaničnog jezika zemlje. Bio je i obdaren pesnik i svoje pesme je pisao na galicijsko-portugalskom jeziku (španski: gallego-portugués), kako su nalagali običaji onoga vremena. Od svojih četiri stotine pesama mnoge su sa temom veličanja bogorodičinih čuda i odlikuju se neverovatnom lepotom. Bio je pisac i intelektualac i osnovao je prevodilačku školu u Toledu gde su se prevodila mnoga dela antičkih filozofa, arapske i jevrejske knjige. Osnivač je i kastiljanske proze.

### Pitanje autorstva
Postoje izvesne sumnje kada je u pitanju autorstvo kralja Alfonsa X u ovom delu. Međutim, njegov uticaj na stvaranje velikog broja Kantiga je neosporan. Rukopis iz Toleda ukazuje na to da je kralj Alfonso X , bez sumnje, autor preko 100 kantiga.
Sumnju u Alfonsovo autorstvo, najverovatnije su probudile kantige za koje se veruje da su pisali monasi. Oni bi pisali o svom privatnom životu, kao i o čudima koje su sami činili. Potvrdu ove teorije možemo pronaći u prologu Kantiga.
Nekoliko studija ukazuje na to da bi galisijski pesnik Ajres Nunes (španski: Airas Nunes) mogao biti autor velikog broja njih. Kralj Alfonso X - predstavljen kao Alfonso u Kantigama - takođe se smatra autorom nekoliko pesama, jer u njima o sebi govori u prvom licu. Potvrda ove teorije može se naći u prologu Kantiga. Takođe, mnogi izvori potvrđuju ovo zahvaljujući Alfonsovom uticaju na druga dela unutar poetske tradicije. Iako je autorstvo kralja Alfonsa X u ovom delu diskutabilno, njegov uticaj nije.
Koliko je Alfonsu značilo ovo delo kazuje nam činjenica da je u svom testamentu uneo sledeće: „Takođe naređujemo da sve knjige pohvalnih pesama Svetoj Mariji budu u onoj crkvi u kojoj će biti sahranjeno nasše telo i da budu pevane o praznicima Svete Marije.“
Iako poslednje studije na temu autorstva podržavaju teoriju da je autor ipak kralj Alfonso X, jos uvek ne možemo sa sigurnošću odgovoriti na pitanje ko je autor dela "Pesme o Bogorodici".

## Muzika
Muzičkih oblika u Kantigama ima mnogo, neki se još uvek proučavanju. Bilo je mnogo lažnih tragova, a malo onih koji su zaista pouzdani. Može se videti napredak u njihovom proučavanju u poslednjih 20 godina, koje još uvek traje. Ovo ostaje otvorena tema za debate i dalja proučavanja. Deo muzike u Kantigama nalazi se u svom prvobitnom stanju, dok je deo preuzet iz različitih izvora. U muzici koja je preuzeta iz drugih izvora mogu se naći liturgijske i paraliturgijske melodije. Među njima su i oni primeri melodija preuzetih iz repertoara Španskih pesama.
Rukopisi koji se čuvaju u biblioteci dvora El Eskorijal ukrašeni su mnoštvom raskošnih minijatura. Mnoge od njih su bile od ključnog značaja za špansku organografiju, budući da se na njima javljaju značajni instrumenti iz XIII veka: organistrum, psalterion, lauta, viola, rebek, sitar, harfa, rog, truba, ], gajde i mnogi drugi.
| Cantiga de Santa María 100 | Cantiga de Santa María 257 | Cantiga de Santa Maria 328 | Cantiga de Santa Maria 345 | Cantiga de Santa Maria 371 |

## Rukopisi
Kantige su sačuvane u četiri rukopisa:
- prvi - To - šp. códice de Toledo - čuva se u Nacionalnoj biblioteci Španije (španski: La Biblioteca Nacional de España)
- drugi - T - sačuvan je u biblioteci na dvoru El Eskorijal (španski: El Monasterio de San Lorenzo de El Escorial)
- treći - F - šp.códice de Florencia - čuva se u Nacionalnoj biblioteci u Firenci (španski: La Biblioteca Nacional Central de Florencia
- četvrti - E - šp.códice de los músicos - se, takođe, nalazi na dvoru El Eskorijal

Prvi rukopis je najstariji. Veruje se da je nastao posle 1257. godine. Prvobitno, bio je čuvan u Katedrali Svete Marije (šp. Catedral de Santa María de Toledo) u Toledu. Međutim, od 1869. godine čuva se u Nacionalnoj biblioteci Španije u Madridu. Sadrži 129 pesama sa muzičkom notacijom. Iako nije ilustrovan, puno vremena je posvećeno njegovom stvaranju. 
T i F su sestrinski tomovi. T sadrzi 195 očuvanih kantiga, od kojih je 8 izgubljeno. Pesme iz "T" rukopisa liče na prvih 200 pesama "E" rukopisa, u kojem je svaka pesma ilustrovana sa 6 ili 12 minijatura , koje prikazuju određene scene iz priča iz Kantiga. Treći, "F", rukopis prati isti format, ali ima samo 111 pesama, od kojih 7 nema tekst, već samo minijaturu . Treći rukopis nikada nije završen, tako da njemu nije dodata muzika. Nedostaju mu pojedine strofe kao i minijature. Smatra se da su kodeksi stvoreni tokom Alfonsovog života, To možda u 1270im, T, F i E u ranim 1280im sve do njegove smrti 1284.
Četvrti rukopis smatra se najlepšim. Sadrži najveći broj pesama (406), uvod, prolog, muzičku notaciju i 41 minijaturu.
| Svirač laute | Svirači gajdi 1 | Svirači gajdi 2 | Svirači frule |

## Klasifikacija
Postoji ukupno 418 kantiga podeljenih u četiri rukopisa, zajedno sa uvodom (koji služi kao omaž Don Alfonsu) i prologom. Kantige se mogu podeliti u dve grupe:
- prvu grupu čine „Kantige naše Gospe“ (šp. Cantigas de Nuestra Señora), u kojima je glavna tema zasnovana na pohvalama Bogorodice. Pruža sažet pregled predanja, čuda i priča u vezi sa Bogorodicom, kako onih u kojima je njeno prisustvo posredno tako i onih prožetih mističnom ljubavlju koju njen lik budi u dušama vernika.
- drugu, manju grupu (kantige kojih nema više od jedne stotine), čine pohvalne pesme, ozbiljnije, gotovo mistične pesme dubljeg značenja, u kojima se o Bogorodici, umesto pevanja o njenim čudima, kontemplira, slično kao u molitvi. Ove kanige imaju formu himni, poput onih koje se izvode u vreme liturgije. Istovremeno, služile su i za književnu i muzičku razonodu na plemićkim dvorovima i svetovnim zabavama. Na taj način su, putem huglara (šp. los juglares; narodni pevači) i njihove |huglarske pesničke veštine (šp. Mester de juglaría) , kantige prenošene i postajale deo folklora i narodne tradicije.

## Značaj
Posmatrano sa trostrukog stanovišta, ovo delo je od velikog značaja: kao književno, muzičko i slikarsko stvaralaštvo.
Iz perspektive muzičke istorije, smatrano je najbitnijom muzičkom kolekcijom monofone dvorske muzike XIII veka. Alfonso X od Kastilje nasledio je, od svog oca Fernanda III, njegovu Muzičku kapelu. U njoj je okupljao izvođače i kompozitore različitih kultura. Zajedno, oni su činili deo Alfonsovog dvora, isto kao i njegova Prevodilačka škola (šp. Escuela de Traductores de Toledo). Na nekim minijaturama Kantiga, kralj Alfonso X okružen je upravo njima.
Melodije su preuzete iz:
- trubadurskih pesama
- gregorijanske monofonije i
- narodne lirike

Ove melodije su, većinom, u obliku rondeau, sa pripevom koji se ponavlja posle glosa.
Stranice rukopisa su ukrašene prelepim, raznobojnim minijaturama koje prestavljaju dragoceni izvor podataka o načinu života španskog srednjevekovnog stanovništva. One prikazuju način oblačenja, češljanja i ukrašavanja ne samo hrišćana, već i Mavara i Jevreja. Dočaravaju mnoge aspekte tadašnje svakodnevnice: molitve, ratovanja, zabavljanja, poslove itd. Pored svoje estetičke vrednosti, one su i vrlo važan istorijski dokument.

## Literatura
1. Samurović-Pavlović, Ljiljana. Soldatić, Dalibor, Španska književnost. Sarajevo, Beograd. Svjetlost, Nolit. 1985, vol.1
2. Walter Mettmann, Alfonso X. el Sabio: Cantigas de Santa Maria, Clásicos Castalia, Madrid 1986–1989
3. Soldatić, Dalibor & Donić, Željko (2011). Svet hispanistike, uvod u studije. Beograd: Zavod za udžbenike
4. ANGLÉS PAMIÉS, Higinio, La música de las «Cantigas de Santa María», del rey Alfonso X el Sabio, Barcelona, 1943-1964, 4 vols.
5. RIBERA TARRAGÓ, Julián, La música de las «Cantigas»: estudio sobre su origen y naturaleza, con reproducciones fotográficas del texto y transcripción moderna, Madrid, 1922.
6. The Songs of Holy Mary by Alfonso X, the Wise: A Translation of the Cantigas de Santa Maria. Translated by Kathleen Kulp-Hill. Arizona Center for Medieval and Renaissance Studies, Tempe 2000.
7. Studies on the "Cantigas de Santa Maria": Art, Music, and Poetry: Proceedings of the International Symposium on the "Cantigas de Santa Maria" of Alfonso X, el Sabio (1221–1284) in Commemoration of Its 700th Anniversary Year–1981. Co-Editors Israel J. Katz & John E. Keller; Associate Editors Samuel G. Armistead & Joseph T. Snow. Hispanic Seminary of Medieval Studies, Madison, 1987.
8. Cobras e Son: Papers on the Text Music and Manuscripts of the "Cantigas de Santa Maria". Edited by Stephen Parkinson. European Humanities Research Centre, University of Oxford, Modern Humanities Research Association, 2000.
9. (Gal) Pena, Xosé Ramón, "Historia da litratura medieval galego-portuguesa", Santiago de Compostela, 2002, 199-210.
10. Julián Ribera Tarragó, La música de las cantigas: estudio sobre su origen y naturaleza, con reproducciones fotográficas del texto y transcripción moderna, Madrid, 1922.
11. Madre de Deus, Cantigas de Santa María, Micrologus

## Spoljašnje veze
1. O minijaturama Архивирано на веб-сајту  (18. јануар 2012)
2. Cantigas de Santa Maria for Singers
3. The Cantigas de Santa Maria
4. Alfonso X "el Sabio" (1221—1284) - A discography of attributed works
5. The Centre for the Study of the Cantigas de Santa Maria of Oxford University
6. Cantigas de Santa Maria, Portuguese language
7. International Music Score Library Project, Alfonso X of Castile
8. http://www.cervantesvirtual.com/obra/cantigas-de-santa-maria/